# Linnavuoriana sexmaculata
Linnavuoriana sexmaculata is een halfvleugelig insect uit de familie dwergcicaden (Cicadellidae). De wetenschappelijke naam van de soort is voor het eerst geldig gepubliceerd in 1806 door Fallen.